# Картопля дюшес
Карт́опля дюш́ес (фр. pommes de terre duchesse) — страва французької кухні, складається з картопляного пюре, яєчного жовтка та масла, яке витісняють з кондитерського мішка або вручну формують у різні форми, які потім запікають у високотемпературній печі до золотистого кольору. Зазвичай їх приправляють подібно до картопляного пюре, наприклад, сіллю, перцем і мускатним горіхом. Вони є класичним продуктом французької кухні та зустрічаються в історичних французьких кулінарних книгах.

## Історія
Перший відомий рецепт страви був опублікований в La Nouvelle Cuisinière Bourgeoise в 1746 році. Фраза à la duchesse стала найменуванням у французькій кухні для будь-якої страви, що включає суміш картопляного пюре та яєчного жовтка. Рецепти картоплі дюшес публікуються в американських кулінарних книгах принаймні з 1878 року. У своїй кулінарній книзі 1896 року Фанні Фармер описала творчий потенціал картоплі герцогині, написавши: «Формуйте, використовуючи кондитерський мішок і трубку, у вигляді кошиків, пірамід, корон, листя, троянд тощо. Змастіть збитим яйцем, розведеним однією чайною ложкою води, і підрум'яньте в гарячій духовці». У 1902 році Бостонська кулінарна школа опублікувала в своєму журналі рецепт картоплі герцогині. Французький автор кулінарних книг Огюст Ескоф'є описав картоплю дюшес у своїй дуже впливовій кулінарній книзі Le Guide Culinaire, вперше опублікованій у 1903 році.
Під час Великої депресії федеральний уряд США співпрацював з десятком державних сільськогосподарських агентств для поліпшення вирощування картоплі. Бюро домашньої економіки США закликало споживачів спробувати менш поширені страви з картоплі, такі як картопля герцогиня. Друга світова війна призвела до нестачі продовольства всередині США, особливо вершкового масла, м'яса та консервованих продуктів. У січні 1943 року перша леді Елеонора Рузвельт випустила меню для дев'яти сімейних трапез, які подаються в Білому домі. Одна вечеря включала м'ясний рулет і картоплю герцогиню. У 1949 році газета «Нью-Йорк Таймс» рекламувала картоплю герцогині навколо смаженої курки або смаженої риби як елегантну, але недорогу альтернативу яловичині. Коли в 1954 році Крейг Клейборн закінчив восьмий клас Школи Лозанни, його останній іспит включав приготування риби в білому вині, з соусом велюте, голландським соусом і картоплею герцогині.
У вересні 1959 року президент США Дуайт Ейзенхауер зустрівся з радянським прем'єром Микитою Хрущовим у Кемп-Девіді. Вечеря включала реберця та запечену червону закуску. Серед гарнірів була картопля дюшес. Коли Мохаммад Реза Пехлеві, шах Ірану, відвідав Вашингтон у квітні 1962 року, він організував вечерю з шести страв для президента Джона Ф. Кеннеді в іранському посольстві. Основною стравою був фазан, а також до складу трапези входила картопля герцогиня. У червні 1966 року король Саудівської Аравії Фейсал відвідав Вашингтон, округ Колумбія, президент Ліндон Джонсон влаштував державний обід у Білому домі, і в меню було філе мигдалю, смажене філе та картопля герцогині.